# U zabitého mládence
U zabitého mládence je pomník zbudovaný na severním úbočí Jizerských hor nedaleko Staré poutní cesty, která přiváděla návštěvníky z Liberecka a Chrastavska k chrámu Navštívení Panny Marie v Hejnicích. Upomíná na patnáctiletého chlapce Antonína Neumanna pocházejícího z Hejnic, který pobýval v Liberci v učení řemesla. Když v červenci 1825 putoval za rodiči domů, přepadl ho nedaleko Oldřichovského sedla neznámý útočník, jenž ho okradl a zabil. Tělo zemřelého schoval pod maliníkový keř, kde ho našly děti z Raspenavy, které sem vyrazily sbírat lesní plody.
V místě smrti vznikl kamenný pomníček, který se řadí k nejstarším a současně i nejznámějším v Jizerských horách. Je na něm instalována tabule zachycující výjev posledních chvil hochova života. Postupem let byla malba kvůli tamnímu drsnému počasí několikrát obnovována a při tom docházelo i k přepisování data tragické události. V roce 2001 kdosi obrázek z pomníku odcizil. Náhodně se malba našla o šest let později při rekonstrukci jednoho z libereckých domů a byla osazena zpět na pomník.

## Popis lokality
V Hejnicích, obci na severním úbočí Jizerských hor, stojí již od středověku poutní kostel Navštívení Panny Marie. Z jihu, tedy z oblasti Liberce a Chrastavy, přivádí poutníky přes hory a Oldřichovské sedlo, někdy označované rovněž Hemmrich, stezka nazývaná Stará poutní cesta.

## Tragická událost
V základních obrysech se průběh události v různých podáních shoduje, avšak v konkrétních detailech se jednotlivá podání příběhu mírně odlišují. Na počátku devatenáctého století se v Hejnicích, obci na severním úpatí Jizerských hor, narodil Anton Neumann. Jeho dědeček byl kovářem a jakmile chlapec dospěl, rozhodli jeho rodiče, že bude i jejich potomek pokračovat v rodinné tradici a vyučí se kovářem. Protože však mezitím jeho dědeček zemřel, museli rodiče pro svého syna nalézt mistra jinde. Zvolili kováře z Liberce, kam jejich patnáctiletý syn docházel pěšky přes hory. V učení pobyl pravidelně týden a poté se vracel zpět k rodičům do Hejnic. Využíval přitom Starou poutní cestu.
Šel po ní i v polovině července 1825. V oblasti Hemmrichu, mezi Oldřichovem v Hájích a Raspenavou, ho však napadl neznámý útočník, uhodil ho kamenem do hlavy a kolem krku mu navíc ještě uvázal z provazu smyčku. Z kapes chlapci sebral několik mincí, které měl u sebe, a jeho tělo schoval pod malinový keř. Poté vrah navždy zmizel. Následující den mrtvé tělo chlapce objevily děti z Raspenavy, které sem vyrazily sbírat ovoce. Dle jiného zdroje našly děti nebožtíkovo tělo pod maliníkem ještě v den vraždy, když vyrazily sbírat jahody. Pohřeb zemřelého se konal na hejnickém hřbitově tři dny po jeho úmrtí, avšak podle jiných zpráv již následující den a měla to být neděle.

## Pomník
Na místě tragické události byl vztyčen kamenný pomník, který se řadí mezi nejstarší a zároveň i nejznámější v oblasti Jizerských hor. Osazený je kovovou tabulí s výjevem posledních chvil Neumannova života a v nejvyšším místě pomníku se nachází kříž. Místní drsné podnebí si vynutilo několik rekonstrukcí obrazu namalovaného na kovové tabuli. Spolu s jeho rekonstrukcí docházelo rovněž ke změnám data chlapcovy smrti. Objevovaly se například 10. červenec 1825, ale i 18. červenec téhož roku. Podle údajů zapsaných v kronikách mělo k neštěstí dojít v sobotu, avšak ani jeden z těchto dní sobotou není. Jsou to neděle (10. července 1825) a pondělí (18. července 1825).
Podle výzkumů Emila Nováka byla na pomník při jeho zřízení osazena tabulka informující, že pomník zřídil a renovoval roku 1858 Josef Meissel, narozený v Hejnicích, bytem v Liberci. Další opravu malby na pomníku realizoval od podzimu roku 1960 konzervátor libereckého muzea Rudolf Horák, který zároveň text na obrázku doplnil překladem do češtiny. Zpátky na pomník jej osadili během března roku 1961. Vydržel zde ale jen pět let a poté jej musel pan Horák znovu obnovit a na pomník jej následně instalovala paní Hausmannová, vdova po hajném sloužícím na Hemmrichu. Další opravy se uskutečnily na přelomu let 1983 a 1984, kdy obrázek opravili manželé Radmila a Ivan Mouchovi. Obnovou prošel také časem poničený kříž, který rekonstruoval Josef Miller.
Obrázek s výjevem z pomníku zmizel i na začátku 21. století, v roce 2001. Někteří se domnívali, že je grafické dílo opět rekonstruováno, nicméně ve skutečnosti obrázek z pomníku ukradl neznámý zloděj. O šest let později (2007) se odcizený obrázek náhodně objevil při rekonstrukci jednoho z libereckých domů. Členové spolku Patron poté dílo 9. září 2007 opětovně vrátili zpět na pomník.
Na pomníku byl k roku 2015 text v podobě:
Hier wurde Anton Neumann aus Haindorf // 16 Jahre alt, am 18. Juli 1825 ermordet // Unbekannter, bete für seine Seele
A k tomu doplněná tabule s českým textem informovala:
Tato jedna z nejstarších památek Jizerských hor, zvaná „U ZABITÉHO MLÁDENCE“ byla postavena v upomínku na zámečnického učně Antonína Neumanna, který tady byl 18. VII. 1825 zabit a oloupen neznámým vrahem.